# Női 3 méteres szinkronugrás a 2012-es úszó-Európa-bajnokságon
A női 3 méteres szinkronugrást a 2012-es úszó-Európa-bajnokságon május 20-án rendezték meg. Délelőtt a selejtezőt, majd késő délután a döntőt.

## Eredmény
Zölddel kiemelve a döntőbe jutottak.
| Helyezés | Versenyző                                      | Ország             | Selejtező | Selejtező | Döntő  | Döntő    |
| Helyezés | Versenyző                                      | Ország             | Pontok    | Helyezés  | Pontok | Helyezés |
| -------- | ---------------------------------------------- | ------------------ | --------- | --------- | ------ | -------- |
| Arany    | Francesca Dallapé / Tania Cagnotto             | Olaszország        | 299,40    | 3         | 325,50 | 1        |
| Ezüst    | Hanna Piszmenszka / Olena Fedorova             | Ukrajna            | 290,70    | 5         | 302,10 | 2        |
| Bronz    | Katja Dieckow / Uschi Freitag                  | Németország        | 302,70    | 1         | 296,70 | 3        |
| 4        | Anasztaszija Pozdnyakova / Szvetlana Filippova | Oroszország        | 293,52    | 4         | 295,80 | 4        |
| 5        | Alicia Blagg / Rebecca Gallantree              | Egyesült Királyság | 302,40    | 2         | 258,90 | 5        |
| 6        | Gondos Flóra / Reisinger Zsófia                | Magyarország       | 249,96    | 8         | 251,07 | 6        |
| 7        | Daniella Nero / Julia Lönnegren                | Svédország         | 258,42    | 6         | 244,86 | 7        |
| 8        | Inge Jansen / Celine van Duijn                 | Hollandia          | 256,32    | 7         | 242,22 | 8        |
| 9        | Eleni Katsouli / Ioulianna Banousi             | Görögország        | 239,43    | 9         |        |          |
| 9        | Taina Karvonen / Iira Laatunen                 | Finnország         | 239,43    | 9         |        |          |
| 11       | Magdalena Chlanda / Patrycja Pyrzak            | Lengyelország      | 226,26    | 11        |        |          |